# Tshoalmivärri
Tshoalmivärri är en kulle i Finland.   Den ligger i den ekonomiska regionen Norra Lappland och landskapet Lappland, i den norra delen av landet, 1 100 km norr om huvudstaden Helsingfors. Toppen på Tshoalmivärri är 290 meter över havet.
Terrängen runt Tshoalmivärri är platt.  Trakten runt Tshoalmivärri är nära nog obefolkad, med mindre än två invånare per kvadratkilometer. Det finns inga samhällen i närheten. Omgivningarna runt Tshoalmivärri är i huvudsak ett öppet busklandskap.